# أنج فيليكس باتاسيه
أنج فيليكس باتاسيه (25 يناير 1937–5 أبريل 2011) هو سياسي من جمهورية إفريقيا الوسطى،شغل منصب رئيس جمهورية إفريقيا الوسطى في 22 أكتوبر 1993،وذلك بعد فوزه في الانتخابات الرئاسية التي أجريت بعد ضغط الأمم المتحدة على أندريه كولينغبا في 1993،والذي فاز بها،واستمر في المنصب حتى أطاح به فرانسوا بوزيزيه في 15 مارس 2003.

## نشأته
وُلِدَ في 25 يناير 1937،في مدينة باوا،في أفريقيا الاستوائية الفرنسية،وقضى معظم شبابه في مسقط رأسه،وبعد التحاقه بالمدرسة في أوبانغي-شاري،درس في معهد زراعي في بوي دي دوم في فرنسا،وحصل على شهادة البكالوريا الفنية التي أتاحت له الالتحاق بالأكاديمية العليا للزراعة الاستوائية في نوجينت-سور-مارن،ثم بالمعهد الوطني لعلوم الزراعة في باريس،وتخصص في تكنولوجيا الحيوان،ثم حصل على دبلوم من مركز التلقيح الاصطناعي للحيوانات الأليفة في رامبوييه،وأنهى دراسته في باريس سنة 1959.

## المسيرة السياسية
انضم إلى الخدمة المدنية في سنة 1959،وأصبح مهندسًا فلاحيًا في وزارة الزراعة في 1963،وفي ديسمبر 1965،عينه الرئيس ديفيد داكو مديرًا للزراعة ووزيرًا للتنمية،وبعد تولي بوكاسا الأول المنصب،تم تعيينه مسؤولًا عن البريد والاتصالات والسياحة والمياه والغابات والصيد ما بين 4 سبتمبر 1976 و14 ديسمبر 1976،وتم تعيينه رئيسًا للوزراء من 8 ديسمبر 1976 إلى 14 يوليو 1978،وبعد ذلك،أجبر على التنحي من منصبه،بسبب مشاكل صحية،وغادر إلى فرنسا،وبعد الإطاحة ببوكاسا الأول،عاد إلى جمهورية إفريقيا الوسطى لمدة قصيرة،حيث وضعه ديفيد داكو تحت الإقامة الجبرية،وحاول الذهاب إلى أوغندا،لكن محاولة هروبه باءت بالفشل،واعتقل،وتم إطلاق سراحه بسبب مشاكل صحية،

## توليه الرئاسة
شارك في الانتخابات الرئاسية التي أجريت في 1981،وفاز بنسبة 38 ٪ من الأصوات،وبعد الإطاحة بديفيد داكو،من قبل أندريه كولينغبا،شعر بأنه سيذهب إلى المنفى مرة أخرى،ولكن في 27 فبراير 1982،عاد إلى جمهورية إفريقيا الوسطى،وقام بمحاولة انقلاب ضد أندريه كولينغبا،بمساعدة عدد قليل من الضباط العسكريين،مثل فرانسوا بوزيزيه،وذهب إلى السفارة الفرنسية من أجل البحث عن ملجأ،وبعد مفاوضات معه،قررت السفارة الفرنسية بأن تكون توغو هي الملجأ له،ثم عاد إلى جمهورية إفريقيا الوسطى في 1992،وذلك من أجل المشاركة في الانتخابات الرئاسية،حيث تغلب على منافسيه،وتميزت فترة حكمه بزيادة التوترات بين الجماعات المسلحة والمتمردة،حيث كان تدمير المباني والممتلكات تأثير سلبي على اقتصاد الدولة،وبدأ التمرد في الدولة في 1 مايو 1996،ونجحت حكومته في استعادة السيطرة بمساعدة فرانسوا بوزيزيه وفرنسا، لكن اعتماده الواضح على الفرنسيين، الذين كان ينتقدهم بانتظام،قلل من مكانته أكثر،لم يساعد استخدامه اللاحق لليبيا كحارس شخصي في تحسين سمعته، سواء محليًا أو مع مجتمع المانحين، حتى أن الولايات المتحدة أغلقت سفارتها مؤقتًا،استمر التمرد الأخير والأخطر حتى أوائل عام 1997، عندما استُعيد بعض النظام بعد توقيع اتفاقيات بانغي،وبمساعدة قوات من بوركينا فاسو وتشاد والغابون ومالي والسنغال، وافق مجلس الأمن التابع للأمم المتحدة على بعثة السلام في جمهورية إفريقيا الوسطى،أي اختصارًا مينوركا،والتي تألفت من 1350 جنديًا أفريقيًا . أدت هذه التمردات إلى زيادة التوتر بين " الشماليين" و"الجنوبيين" في جمهورية أفريقيا الوسطى، مما أدى إلى استقطاب المجتمع بشكل أكبر من ذي قبل،وفاز في الانتخابات التي أجريت في 1999،وفي عام 2001،وقعت محاولة انقلاب عليه،بقيادة أندريه كولينغبا،وبعد الانقلاب،قامت حكومته بإعدام أتباع كولينغبا،لكن كولينغبا هرب من البلاد،خوفًا من أن يحاكموه بالإعدام،وبعد حضوره لمؤتمر النيجر عام 2003،قام فرانسوا بوزيزيه بالاستيلاء على السلطة،ولم تدن أي دولة لمحاولة عزل فرانسوا بوزيزيه.